# أولاد أحمد
أولاد أحمد هو أحد قصور بلدية أولاد أحمد تيمي بدائرة أدرار التابعة لولاية أدرار بالجنوب الغربي الجزائري، وهو تجمع لثلاث قصبات هي:
- المنصور
- بوكان
- أولاد حسين

## أصل التسمية
سمي هذا القصر نسبة إلى مؤسسه.

## التاريخ
تأسيس أولاد أحمد بتيمي سنة 1651 م (1062/1061 هـ) من طرف أولاد أحسين القادمين من المغرب الأقصى.

## السكان
يسكن هذا القصر العرب ويتبعون جميعهم الطريقة الطيبية.

## النشاط الفلاحي
يعمل أغلب سكان قصر أولاد أحمد في الفلاحة التي يغلب عليها غرس النخيل ويستعمل السكان تقنية الفقارة لتوفير المياه للسقي، نجد بأولاد أحمد فقارتين هما:

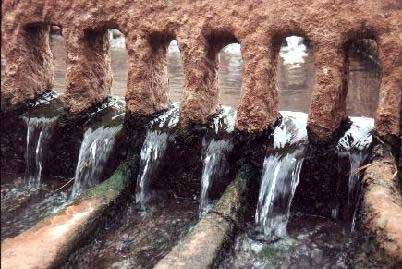
قصري لتقسيم ماء الفقارة

| إسم الفقارة | عدد الآبار |
| ----------- | ---------- |
| ولد بوبكر   | 400        |
| إغرنج       | ؟          |

## الأعلام
1. سيدي محمد بالحاج: وهو ولي صالح له ضريح بأولاد أحمد وتقام له زيارة سنوية.[2]